# オスフロネムス科
オスフロネムス科（オスフロネムスか; オスフロネームス科とも）は、スズキ目キノボリウオ亜目の科である。インド洋と西太平洋縁海の熱帯域に住む淡水魚で、熱帯魚のグラミーなどが含まれる。

## 分類史
かつては、1属3種を含むだけの小さな科だった。しかし2006年、J. S. Nelson による魚類分類の改正で、ゴクラクギョ科 Belontiidae が統合された。命名規約上オスフロネムス科の名が優先されたが、旧ゴクラクギョ科はオスフロネムス亜科以外の3亜科に相当し、オスフロネムス科の種の大半は旧ゴクラクギョ科である。
また以前は、ゴクラクギョ科の一部をトガリガシラ科 Luciocephalidae とすることもあった。現在のトガリガシラ亜科にあたる。
トウギョ科 Polyacanthidae の名でも呼ばれる。

## 分類
- ベロンティア亜科 Belontiinae
  - ベロンティア属 Belontia
- トガリガシラ亜科 Luciocephalinae (Trichogastinae)
  - コリサ属 Colisa - ドワーフグラミーなど
  - クテノプス属 Ctenops
  - トガリガシラ属 Luciocephalus
  - パラスファエリクチス属 Parasphaerichthys
  - スファエリクチス属 Sphaerichthys - チョコレートグラミーなど
  - トリコガステル属 Trichogaster - パールグラミー、スリースポットグラミーなど
- ゴクラクギョ亜科 Macropodinae
  - ベタ属（トウギョ属） Betta
  - ゴクラクギョ属 Macropodus - チョウセンブナ、タイワンキンギョなど
  - マルプルッタ属 Malpulutta
  - パロスフロメヌス属 Parosphromenus - リコリスグラミーなど
  - シュードスフロメヌス属 Pseudosphromenus
  - トリコプシス属 Trichopsis - ピグミーグラミー、クローキンググラミーなど
- オスフロネムス亜科 Osphroneminae
  - オスフロネムス属 Osphronemus - ジャイアントグラミーなど